# Haematopota rotundata
Haematopota rotundata är en tvåvingeart som beskrevs av Szilady 1923. Haematopota rotundata ingår i släktet Haematopota och familjen bromsar. Inga underarter finns listade i Catalogue of Life.